# Lovoa

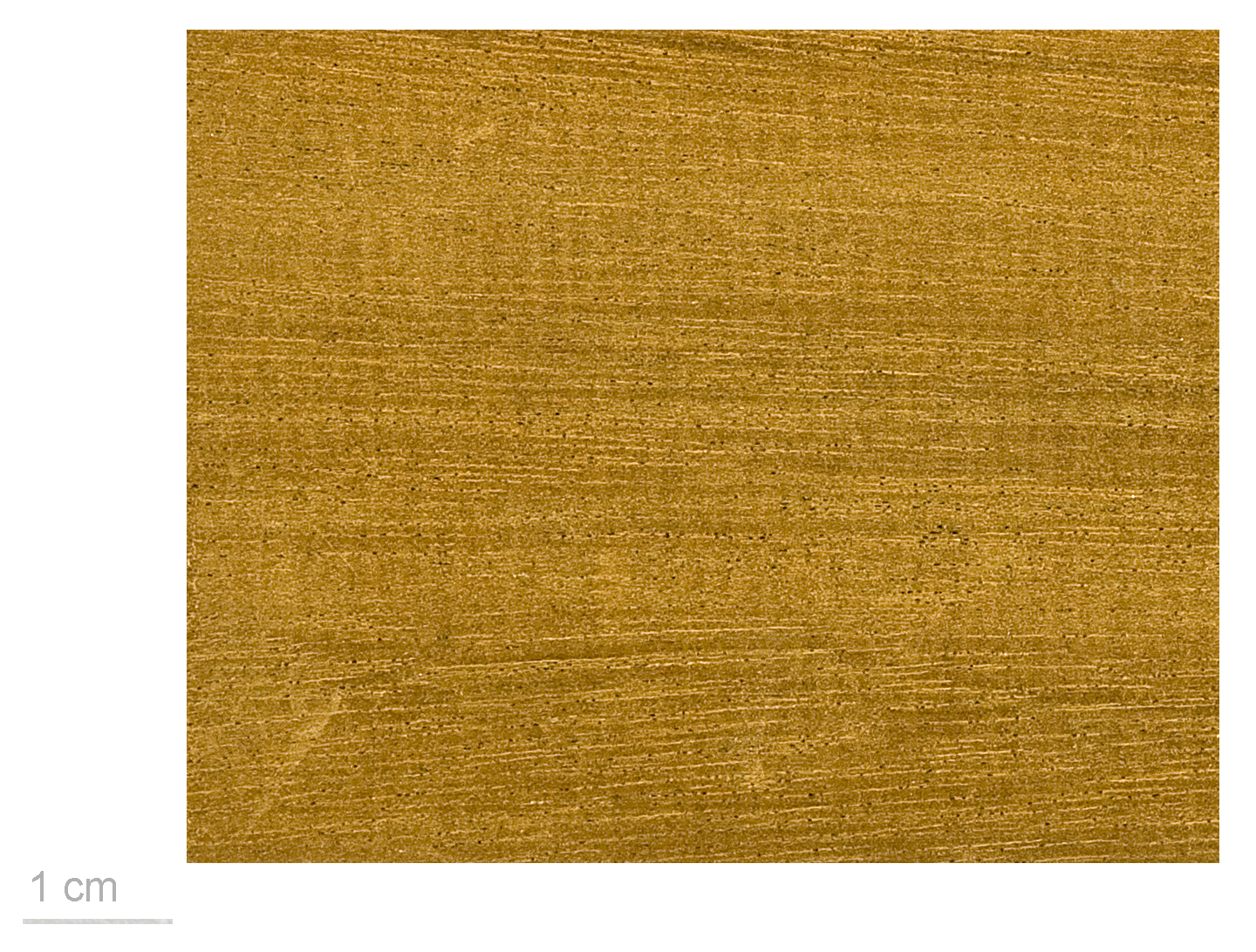
Lovoa trichilioides

Lovoa es  un género de árboles con 14 especies descritas y de estas, solo 2 aceptadas, pertenecientes a la familia Meliaceae.

## Taxonomía
El género fue descrito por Hermann August Theodor Harms y publicado en Die Natürlichen Pflanzenfamilien 3(4): 307. 1896. La especie tipo es: Lovoa trichilioides Harms

## Especies aceptadas
Solamente dos especies del género aceptadas a fecha de enero de 2013.
- Lovoa tomentosa A. Chev.
- Lovoa trichilioides Harms